# Strada statale 100 (Croazia)
La D100 è una strada statale in Croazia. La lunghezza totale è di 81 km. È la maggiore arteria delle isole di Cherso e Lussino, collegate grazie ad un breve ponte.

## Percorso
La strada ha inizio all'attracco dei traghetti (provenienti da Brestova) presso Porozina, continua verso sud passando per gli abitati di Dragonzetti, Predoscica, Vodicce (Vodice), Cherso, Vrana, Belei, Ustrine ed Ossero. A questo punto la strada ha un piccolo ponte di alcuni metri sul canale che divide le isole di Cherso e Lussino ad un'unica corsia.
Prosegue sull'isola di Lussino passando per Neressine, San Giacomo, Cunski, Lussingrande, per poi terminare a Lussinpiccolo.